# Ușinți, Razgrad
Ușinți (în bulgară Ушинци) este un sat în comuna Razgrad, regiunea Razgrad,  Bulgaria. 

## Demografie
Componența etnică a satului Ușinți
     Bulgari (97,94%)
     Nicio identificare (2,05%)
     Altele (0,34%)
La recensământul din 2011, populația satului Ușinți era de 292 locuitori. Din punct de vedere etnic, majoritatea locuitorilor (97,94%) erau bulgari. Pentru 2,05% din locuitori nu este cunoscută apartenența etnică.